# 성수천
성수천(聖水川)은 건국대학교 안에 있는 일감호에서 발원하여 서북쪽으로 흘러 중랑천으로 합류하는 하천이다. 서울 지하철 2호선 건설로 인해 전 구간 복개되었다.